# 1489 Attila
1489 Attila este o planetă minoră (asteroid), cu un diametru de 26,789 km, din centura de asteroizi. A fost descoperită pe 12 aprilie 1939 la Observatorul Konkoly de György Kulin și a fost numită după Attila. 
Obiectul prezintă o orbită caracterizată de o semiaxă mare de 3,1951781 UAi, o excentricitate de 0,14, o înclinație de 2,45333 ° în raport cu ecliptica.